# Skałka (dopływ Łomniczki)
Skałka (niem. Steinseifen) – potok górski, prawostronny dopływ Łomniczki o długości 5,97 km.
Potok w Sudetach Zachodnich, w Karkonoszach, w woj. dolnośląskim. Jego źródła położone są na wysokości około 1000 m n.p.m. na zalesionym, północnym zboczu Kowarskiego Grzbietu, poniżej granicy Karkonoskiego Parku Narodowego. W górnym biegu płynie przez las regla dolnego, wąską, wciętą doliną, w dolnym biegu płynie przez tereny zabudowane Karpacza i Ścięgien, na północ, w kierunku Łomniczki, do której wpada na wysokości ok. 545 m n.p.m. poniżej Ścięgien, na obszarze Kotliny Jeleniogórskiej. 
Potok w większości nieuregulowany, o wartkim prądzie wody, w okresach wzmożonych opadów i wiosennych roztopów stwarza poważne zagrożenie powodziowe. Kilkakrotnie występował z brzegów czyniąc szkody w przyległych miejscowościach. W górnym biegu przecinają go dwa szlaki turystyczne: żółty z Kowar na Skalny Stół oraz zielony z Karpacza na Przełęcz Okraj, w środkowym biegu zaś zielony, prowadzący z Kowar do Karpacza.